# Сотер (Ортинський)
Сотер Ортинський (світське ім'я Стефан Ортинський де Лабетц, англ. Soter Stephen Ortynsky de Labetz; 29 січня 1866, Ортиничі — 24 березня 1916, Філадельфія) — церковний діяч, василіянин, перший єпископ Української греко-католицької церкви у США.

## Життєпис

### Дитинство і навчання
Предки Стефана Ортинського походили з шляхетського роду Лебедів (пол. Łabędź; звідси друга частина прізвища — de Labetz), пізніше від родового села Ортиничі прибрали родове прізвище Ортинських (пол. Ortyński). Батьки були глибоко релігійні й свідомі своєї шляхетності. У такому дусі й виховували своїх 5 дітей. Стефан після закінчення народної школи у селі, навчався у Дрогобицькій гімназії, а з 1883 р. — у гімназії в Самборі.

### Вступ до Василіянського Чину і філософсько-богословські студії
До Василіянського Чину вступив 3 лютого 1884 р., прийнявши чернече ім'я Сотер, новіціат відбув у Добромилі, філософію і богослов'я вивчав у Кракові. Висвячений на священника 18 липня 1891 року.

### Душпастирська діяльність
З 1894 — у Львові: проповідник і місіонер, 1895 — професор філософії і вікарій монастиря, 1896–1897 — еклезіарх, проповідник і провідник Апостольства молитви; 1898–1901 — місіонер і економ монастиря в Михайлівці, а з 1 листопада 1901 — ігумен монастиря, з 1905 — місіонер у Дрогобичі; 1906–1907 — місіонер і реколектант у Львівському монастирі св. Онуфрія й директор місій у Провінції. Отець Сотер Ортинський відзначався глибокою вірою, уродженою великою добротою і ніжністю, отриманими ґрунтовними студіями й богословським знанням, щирим патріотизмом, неустрашимістю й твердим завзяттям, як також природними дарами: поставою, гарним голосом, музичними здібностями, силою уяви, доброю пам'яттю, хистом до мов й ораторськими здібностями. Також і його заслугою було стримання трагічного для галицького села п'янства, боротьба з москвофільством.

### Єпископ
О. Сотер мріяв про місійну працю серед українців у Бразилії. Однак митрополит Андрей Шептицький бачив молодого о. Сотера майбутнім владикою для вірних в Америці.
28 лютого (в деяких документах 4 березня) 1907 р. папа Римський Пій X номінував о. Сотера єпископом для вірних русинського (греко-католицького) обряду в США з титулярним престолом у Давлії (англ. Daulia), де ситуація на національно-релігійному тлі серед русинів з Австрії була непроста, головно серед галичан і карпаторусів, не говорячи уже про тих, хто сповідував антицерковні ідеали. Митрополит Андрей, владики Чехович та Хомишин 12 травня того ж року в кафедральному соборі Святого Юра у Львові уділили йому архієрейську хіротонію.
27 серпня 1907 року владика Сотер прибув до США, де його зустріли численні священики та вірні. Владика відслужив молебень у церкві Святого Юра в Нью-Йорку. Після візиту до Апостольського Делегата у Вашингтоні владика Сотер оселився у Філадельфії.
Його заслугою було те, що 1911 запросив до США Сестер Василіянок, відкрив сиротинець для 200 дітей-сиріт; дяко-вчителів зорганізував у скаутське товариство і наказав їм провадити вечірні школи, затвердив підручники букваря, Біблії й катехизму; дбав про вишкіл священників і для майбутньої семінарії й старечого дому придбав земельну ділянку; сприяв створенню католицької допомогової організації «Провидіння», яка об'єднувала греко-католицькі братства Америки; у 1913 церковна одиниця греко-католиків у США стала самостійною й непідвладною латинським єпископам. За неповних 9 років він заснував 63 нові парафії, а для кращого управління поділив парафії на деканати; заклав релігійні товариства («Відродження», «Апостольство молитви»), заснував часопис («Душпастир», «Америка», «Місіонер», «Єпархіальний вісник»).
Не обходилось, однак, і без конфліктів — владику Сотера звинувачували в самоуправстві, що привело до відходу деяких русинів до Православної церкви в Америці.
16 березня 1916 року владика захворів на пневмонію та через вісім днів, 24 березня, помер. Похоронні богослужіння 30 березня 1916 року очолював владика Никита Будка з Канади. Поховали владику Сотера в катедрі у Філадельфії.